# Linia kolejowa Wołów – Malczyce
Linia kolejowa Wołów–Malczyce (niem.: Nebenbahnstrecke Maltsch - Wohlau), była zbudowana w latach 1913–1923 i zlikwidowana w 1970 r.
Została zaplanowana jako uzupełnienie prywatnych kolejek cukrowniczych Jawor-Malczyce i Strzegom-Malczyce. Następnie zmieniono koncepcję i linia miała być częścią zachodniej linii obwodowej dla Wrocławia. Ponieważ te plany uzyskały ok. 1912 r. akceptację parlamentu pruskiego, dlatego budowę linii sfinansowano ze środków państwowych. Budowę rozpoczęto na przełomie 1913/1914 od trójprzęsłowego 182-metrowego mostu przez Odrę w Lubiążu. 
I wojna światowa spowolniła budowę linii, dlatego odcinek 11,8 km Wołów-Rataje oddano do użytku dopiero 1 maja 1916 r., a 3,0 km odcinek Rataje-Lubiąż 15 grudnia tegoż roku. Powojenne braki finansowe nie pozwoliły na ukończenie linii, stąd brakujący 8,8 km odcinek Lubiąż-Malczyce oddano do użytku dopiero 1 maja 1923 r., jednak bez ukończenia wszystkich prac budowlanych (np. stacji w Kawicach). 
Przed 1939 r. kursowały 3-4 pary pociągów lokalnych na dobę. 24 km trasę pociąg pokonywał w 50 minut. W 1945 r. most w Lubiążu został wysadzony w powietrze, co przypieczętowało przerwanie linii, trwałe wyłączenie i częściową rozbiórkę torów, które wykorzystano do odbudowy ważnej dla zaopatrzenia frontu linii Rawicz-Ścinawa-Legnica. 
Odcinek Wołów-Lubiąż po wojnie odbudowano w 1950 r., ale już w 1961 r. zawieszono przewozy z powodu zmiany priorytetów na transport drogowy. Zgodę na likwidację nieodbudowanego odcinka z Lubiąża do Malczyc wydano w 1963 r. Ostatnie przejazdy towarowe na północnym odcinku miały miejsce w 1968 r. Linię formalnie likwidowano od grudnia 1970 r., jednak nigdy nie została rozebrana, a porzucone tory rozkradziono. W 1971 r. w instrukcji kolejowej D29 linia miała nr 311, który to numer w późniejszych latach został przypisany linii Jelenia Góra (Dębowa Góra)-Nowy Świat. 
Kilometraż stacji (st.) i przystanków (po.) na linii przedstawiał się następująco (w nawiasie kilometraż niemiecki liczony od Malczyc):
- Wołów, st., km 0,000 (km 23,93)
- Mojęcice, st., km 4,733 (km 19,15)
- Krzydlina Mała, po., km 9,181 (km 14,74)
- Rataje, po., km 11,787 (km 12,14)
- Lubiąż, st., km 15,130 (km 8,80)
- Rogów Legnicki, po., km 18,400 (km 6,23)
- Kawice, po., km 19,700 (km 4,96)
- Malczyce, st., km 23,925 (km 0,00)